# August Etz
August Etz (24. září 1861 Ried im Innkreis – 4. března 1936 Ried im Innkreis) byl rakouský politik německé národnosti z Horních Rakous, na přelomu 19. a 20. století poslanec Říšské rady.

## Biografie
Působil jako kovář. Od roku 1898 vedl list Rieder Volkszeitung a spolupracoval s redakcí Linzer Volksblatt. V letech 1903–1906 byl členem obecního výboru v Riedu. V roce 1911 založil živnostenské úvěrové družstvo v Riedu.
Byl i poslancem Říšské rady (celostátního parlamentu Předlitavska), kam usedl v doplňovacích volbách roku 1899 za kurii všeobecnou v Horních Rakousích, 3. volební obvod: Wels, Eferding, Ried, Braunau atd. Nastoupil 3. června 1899 místo Gregora Doblhamera. Mandát zde obhájil i ve volbách roku 1901. Ve volebním období 1897–1901 se uvádí jako August Etz, kovář, bytem Ried im Innkreis.
Ve volbách roku 1899 i v roce 1901 kandidoval do Říšské rady za Katolickou lidovou stranu. Vstoupil pak do parlamentního Klubu středu, který tvořila zejména Katolická lidová strana.